# IC 883
IC 883 est une galaxie irrégulière et particulière située dans la constellation des Chiens de chasse. IC 883 a été découverte par l'astronome autrichien Rudolf Fredinand Spitaler en 1891.

## Description
Sa vitesse par rapport au fond diffus cosmologique est de 7 145 ± 16 km/s, ce qui correspond à une distance de Hubble de 105,4 ± 7,4 Mpc (∼344 millions d'al).
La classe de luminosité d'IC 883 est V-VI et elle présente une large raie HI. De plus, elle est une galaxie lumineuse en infrarouge (LIRG) et une galaxie à sursauts de formation d'étoiles,.
IC 883 figure dans l'atlas des galaxies particulières d'Halton Arp sous la cote Arp 193.
À ce jour, seule une mesure non basée sur le décalage vers le rouge (redshift) donne une distance d'environ 80,600 Mpc (∼263 millions d'al), ce qui est à l'extérieur des valeurs de la distance de Hubble.

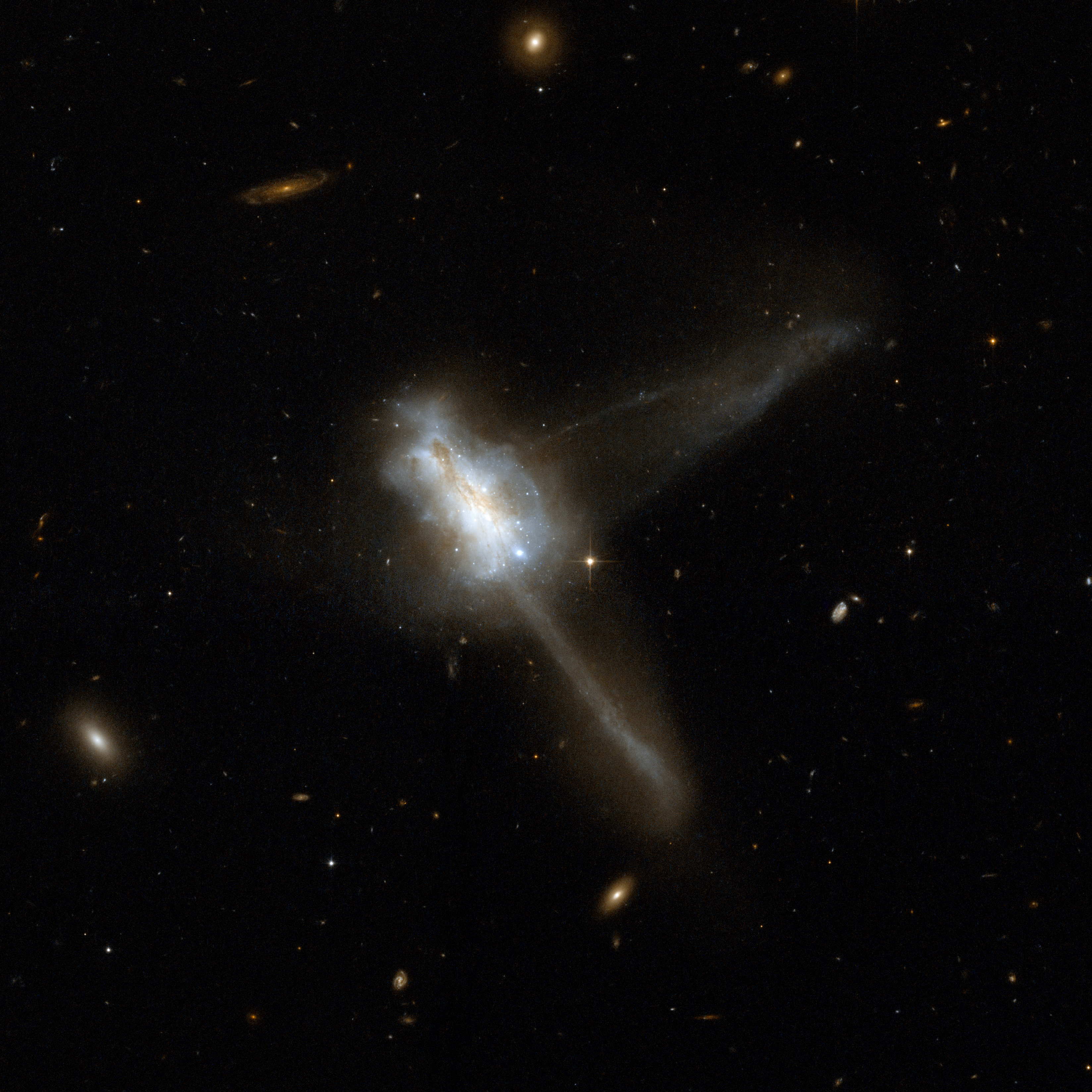
IC 883 par le télescope spatial Hubble.

## Fusion galactique
La morphologie particulière d'IC 883 résulte sans doute de la fusion de deux galaxies spirales. Leur collision a provoqué une importante vague de formation d'étoiles et la formation de queues de marée, une s'étendant en direction du sud-est et l'autre du sud-ouest (donnant à la galaxie l'apparence d'un compas). Le centre de la galaxie est partiellement obscurcit par une bande de poussière interstellaire.

## Supernova
Deux supernovas ont été observées dans IC 883: SN 2010cu et SN 2011hi.

### SN 2010cu
Cette supernova a été découverte le 24 février 2010 par E. Kankare et al. D'une magnitude apparente de 17,7 au moment de sa découverte, son type n'a pu être identifié.

### SN 2011hi
Cette supernova a été découverte le 11 février 2011 par E. Kankare, S. D. Ryder, S. Mattila et al.. D'une magnitude apparente de 17,9 au moment de sa découverte, elle était de type II.